# エクスビート
エクスビート(X-BEAT)は、大韓民国のT3エンターテイメントが開発した音楽ゲーム。現地では「オーディション(Audition、ハングル:"오디션")」という名前で運営されている。
元はSeedC(当時 ブロードゲーム)が「リズミィ(Ryzme)」という名前で運営していたが、サービス終了。その後、ネクソンジャパンが「ダンシングパラダイス(Dancin' Paradise)」と名を変えて運営していたが、それもサービス終了し、ハンビットユビキタスエンターテインメント(以下HUE)が「エクスビート」として運営を続けてきたが、今後の発展開発が難しいとのことから2016年3月31日にサービス終了が決定した。

## 概要
韓国現地で「Audition(オーディション)」として運営されているこのオンラインゲームは、ライセンス契約によって海外企業と契約を結んで運営されており、日本のリズミィ、ダンシングパラダイス、エクスビートもその一つ。ユーザー達は略して「リズ」「ダンパラ」「XB」などと省略した形で呼ぶ事が多い。
よく間違えられる事だが、開発はT3エンターテイメントが行っており、海外版権を持っているのはイェダンオンラインなので、日本運営のSeedC、ネクソンジャパン、HUEはT3と直接契約している訳ではない。
日本が「リズミィ」「ダンシングパラダイス」「エクスビート」という名称のように、各国の運営元によって、サービス名称が異なる場合がある。これは商標権問題であることが多い。
また、続編としての位置付けの「マイオーディション」も別ゲームとして運営されていた。

### リズミィ(Ryzme)時代
SeedC（当時の運営、旧名「ブロードゲーム」）は、「Audition(仮)」という名前で、2004年9月6日にクローズベータテストを開始。なぜかNDAを守ることをテストユーザーに同意させ、情報流出を止める徹底ぶりだったが、動作が安定してくるとオープンベータテストが開始され、事実上、誰でもプレイ出来るようになった。「リズミィ」と呼ばれるようになったのは、オープンベータテスト期間からである。期間中は「７５９５」、「７８９８」と呼ばれる、他の人と踊りを合わせて踊る独特の遊びが流行った。
さらに、マーケティングパートナーとして2005年1月7日からハンゲームからでもプレイできるようになり、さらにユーザーが増えた。
当時、YGエンターテインメント所属の1TYMやSE7ENなどの韓国人気アーティスト曲が盛んに楽曲提供され、公式イベントとしてsifowがゲスト出演しテレビ中継されるという「Ryzme公式オフ会」も開催されたこともある。
また「有効期限明記トラブル」なども有名。これは、有料アイテムが販売された際、アバターアイテムに有効期限があるということが明記されていなかったので、ユーザーとの法律トラブルになりそうだった事件である。結局、専用サポートフォームが設置され、事態は収拾した。
同時期、他国のオーディションが運営開始され始めた頃だった為、海外ユーザー（主にマレーシア人、中国人など）が日本人よりも多くログインしていた日もあった。
その後、アップデートがない状態が数ヶ月間続き、「(T3エンターテイメントとの)お互いの認識が今後の指向する方向性で折り合いが付かなくなった」とSeedCは公式見解を突然出して、2006年6月20日にサービス終了した。

### ダンシングパラダイス(Dancin' Paradise)時代
「オーディション」の海外版権を持っているイェダンオンラインとネクソンジャパンが契約を結び、「ダンシングパラダイス」が開始。当初はクローズベータテストが開始予定だったのが、数ヶ月遅れで2006年9月6日からオープンベータテストがいきなりスタート。正式サービスは、2006年9月29日に開始された。
さらに、レーベルのエイベックスと契約しており、鈴木亜美やdream(現DRM)、トリプルエーなどの有名J-POPの楽曲が提供され、テレビCMも放映された。
現在では、仮想恋人同士でプレイできる「カップルモード」、結婚式のようなモード「ウェディングパーティ」という特殊なモードシステムもある為、ネットゲーム内での安易な恋愛で、離婚する人がいたり、性行為目的でむやみにネット上の人と逢うという恋愛詐欺のような行為がゲームユーザー間で話題となっていた。
また、逆にこのゲームが縁で結婚した人もいる。
ダンシングパラダイスは、日本全国にあるネクソン公認ネットカフェを使用することにより、通常より1.5倍の経験値を獲得することが出来た。
2008年9月26日にサービス終了。公式掲示板では他国オーディションへ移動しようというスレッドが目立った。
しかし、グラナド・エスパダ　プラスやネオスチームやWYDやPOKIPOKI等を運営するハンビットユビキタスエンターテイメントでエクスリー(X3、仮称)としてサービスを再開した。
またキャラクターデータの移行も行われており、レベル等のゲームデータを引き継いでプレイする事が出来る。
キャラクターデータ移行受付期間：2008年9月26日（金）～2008年12月24日（水）24時

### エクスビート(X-BEAT)時代
HUEが日本でのサービスを開始したのには親会社(韓国法人)のハンビットソフトが現地でチャネリングサービスとして「ハンビットオンオーディション」を開始している。この時点で開発元のT3エンターテイメントはハンビットソフト筆頭株主で、T3主導でハンビットソフトの再建が進められていたため、日本ではHUEがサービス開始したことが挙げられる。
なお、最初は仮称名称としてエクスリー(X3)としてβサービスが開始され、正式名称のエクスビートはユーザーから公募で決定された。
2010/3/18 15:00-からハンゲームでもエクスビートのサービスが開始された。リズミィ時代にもSeedCとマーケティングパートナーとして運営していたNHN Japanだが、韓国NHNの契約の関係で日本でもサービスが提供されている。

## ゲームシステム

### 操作
音楽に合わせて画面に表示される矢印（スキルノート）の通りに「カーソルキー」または「テンキー」を入力し、タイミングよく「スペースバー」を押すだけのシンプルなものとなっている。モードによっては、流れてくる矢印を押すだけというもっとシンプルなモードも用意されている。入力に成功するとキャラクターがダンスを踊る。
ミスせずに入力に成功させていくと一度に表示される矢印が増えるが、その分キャラクターも高度なダンスを踊るようになる。

### ゲームモード
一人で練習する「トレーニングダンス」や、他のプレイヤーと対戦する「バトルダンス」、コンピューターのキャラクターと対戦する「バトルパーティ」などを合わせて、初級者から超上級者までが楽しめるモードがある。ゲームモードによって内容が違うため、プレイヤーが飽きないようになっている。

### ファッション
プレイヤーはゲーム内の「アイテムモール」で、課金によって購入するポイント通貨と、ゲーム内通貨「DEN」でファッションアイテムを購入できる。ゲーム内通貨「DEN」は、ゲームをプレイすることにより入手可能。ポイント通貨、または、DENにて購入したファッションアイテムに着替えることで、様々なファッションを楽しむことができる。

## 楽曲
タイアップすることで企業やユニットから楽曲を提供してもらい、リズミィでは1ヶ月に1-2回程度、ダンシングパラダイスでは2週間に1回程度、エクスビートは3週間に1回程度の割合で常時実装されている。
またオリジナル曲も追加されていたが、韓国運営元のYedang社の影響で、韓国アーティストイ・ジョンヒョン、ストームなどのK-POPも実装されていた。
- リズミィでのタイアップ例
  - sifow
- ダンシングパラダイスでのタイアップ例
  - エイベックス・エンタテインメント (AAA、Dream、鈴木亜美 他)

特にエイベックスと運営元ネクソンジャパンの契約は、著作権が厳しいと言われる日本で、有名J-POPがオンラインゲームに楽曲提供された事実は、非常に稀であり、音楽オンラインゲーム業界を驚かせた。
  - InterFM
  - 80★PAN!
  - MEGA TRANCE (Aira Mitsuki 他)
  - FUNKY MONKEY BABYS
  - 藤澤ノリマサ
  - アニメージュ創刊30周年記念人気アニソンダンスリミックス集CD「アニメ☆ダンス」(もってけ!セーラー服 他)
- テレビCM曲
  - AAA(トリプルエー) 「Champagne Gold」
  - FUNKY MONKEY BABYS 「モーニングショット」
- エクスビートでのタイアップ例
  - 『テクノポップ☆アニメ』オムニバスCD 、EMIミュージック・ジャパン
  - muzie
  - KINGBEAT